# Hội quán Phước An

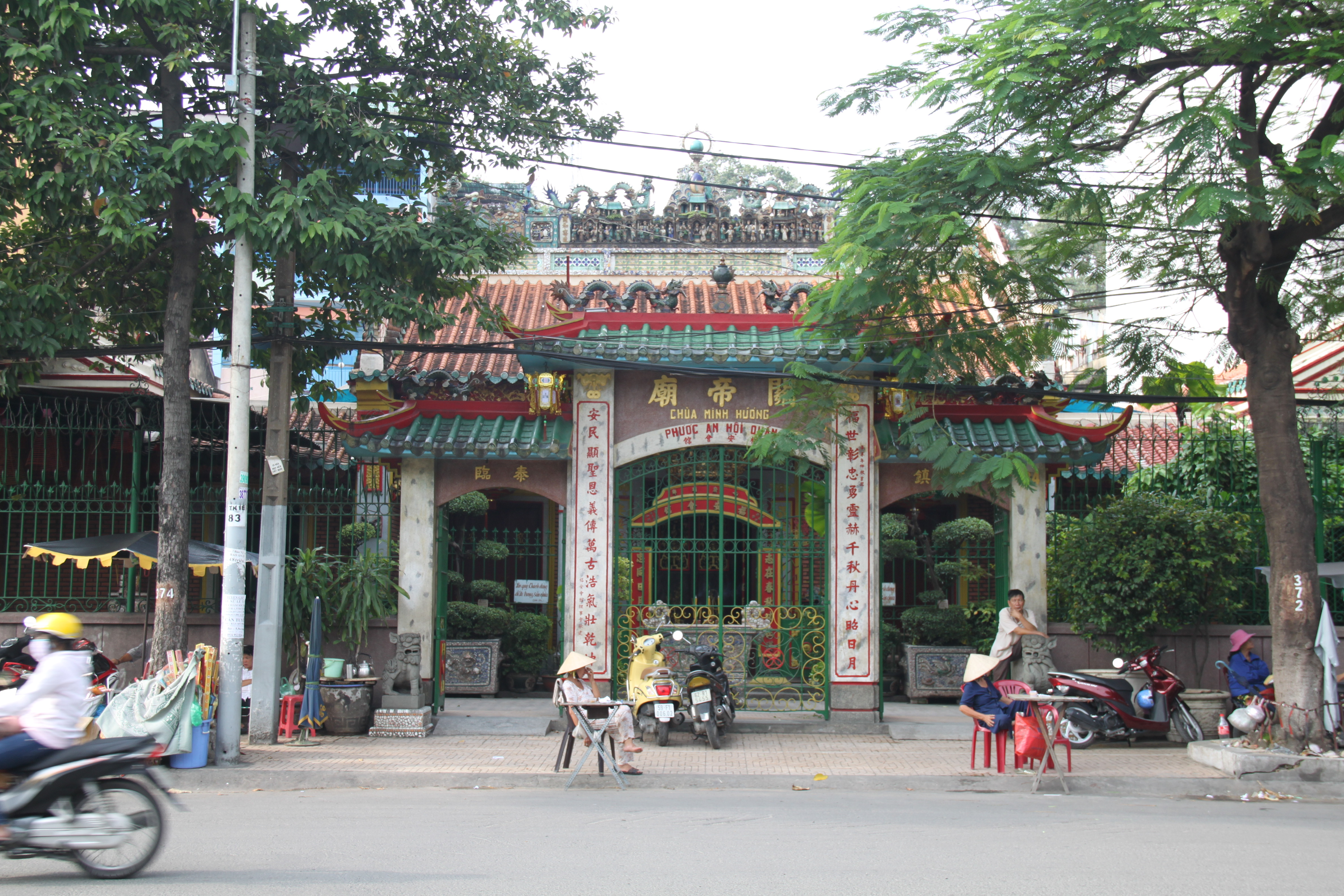
Cổng Hội quán Phước An trên đường Hồng Bàng

Hội quán Phước An (chữ Hán: 福安會館), còn được gọi là Chùa Minh Hương, là một cơ sở tín ngưỡng tại địa chỉ số 184 đường Hồng Bàng, Phường 12, Quận 5, Thành phố Hồ Chí Minh. Đây là một trong những hội quán do cộng đồng người Hoa tại Chợ Lớn xây dựng.

## Lịch sử
Địa điểm này trước kia vốn là một ngôi miếu nhỏ có từ năm 1865 nằm giữa khu đất hoang vu, cây cỏ rậm rạp với tên gọi "An Hòa Miếu". Tục truyền rằng, vào cuối thế kỷ 19, ông Quách Lai Kim, người Phước Kiến, khi khởi nghiệp hay đến miếu này vái xin thần phù hộ. Về sau ông làm ăn phát đạt nên đã cùng 20 thương nhân khác quyên góp tiền xây dựng lại ngôi miếu. Nơi đây sau khi xây lại cũng trở thành hội quán của chung tất cả bảy phủ người Minh Hương nên còn được gọi là "Minh Hương Thất Phủ".
Ngày 27 tháng 4 năm 2009, Ủy ban nhân dân Thành phố Hồ Chí Minh xếp hạng Hội quán Phước An là di tích kiến trúc nghệ thuật cấp thành phố.

## Kiến trúc
Hội quán Phước An nằm trên một khuôn viên rộng gần 1.000 m², công trình chính nằm theo trục dọc, gồm chính điện ở phía Bắc, tiền điện phía Nam, trung điện ở giữa. Hai bên là Đông sương, Tây sương.
Hội quán này được xây dựng muộn hơn và quy mô cũng nhỏ hơn so với các hội quán khác trong khu vực Chợ Lớn. Tuy nhiên kiến trúc và các công trình chạm trổ trang trí, các bức hoành, liễn, đồ tự khí đều được gia công tỉ mỉ với đường nét tinh xảo và sơn thếp vàng son rực rỡ. Ngoài ra, trên bờ nóc, bờ mái chùa là một quần thể các tiểu tượng gốm Cây Mai tạo nên vẻ đặc sắc riêng.

## Thờ tự

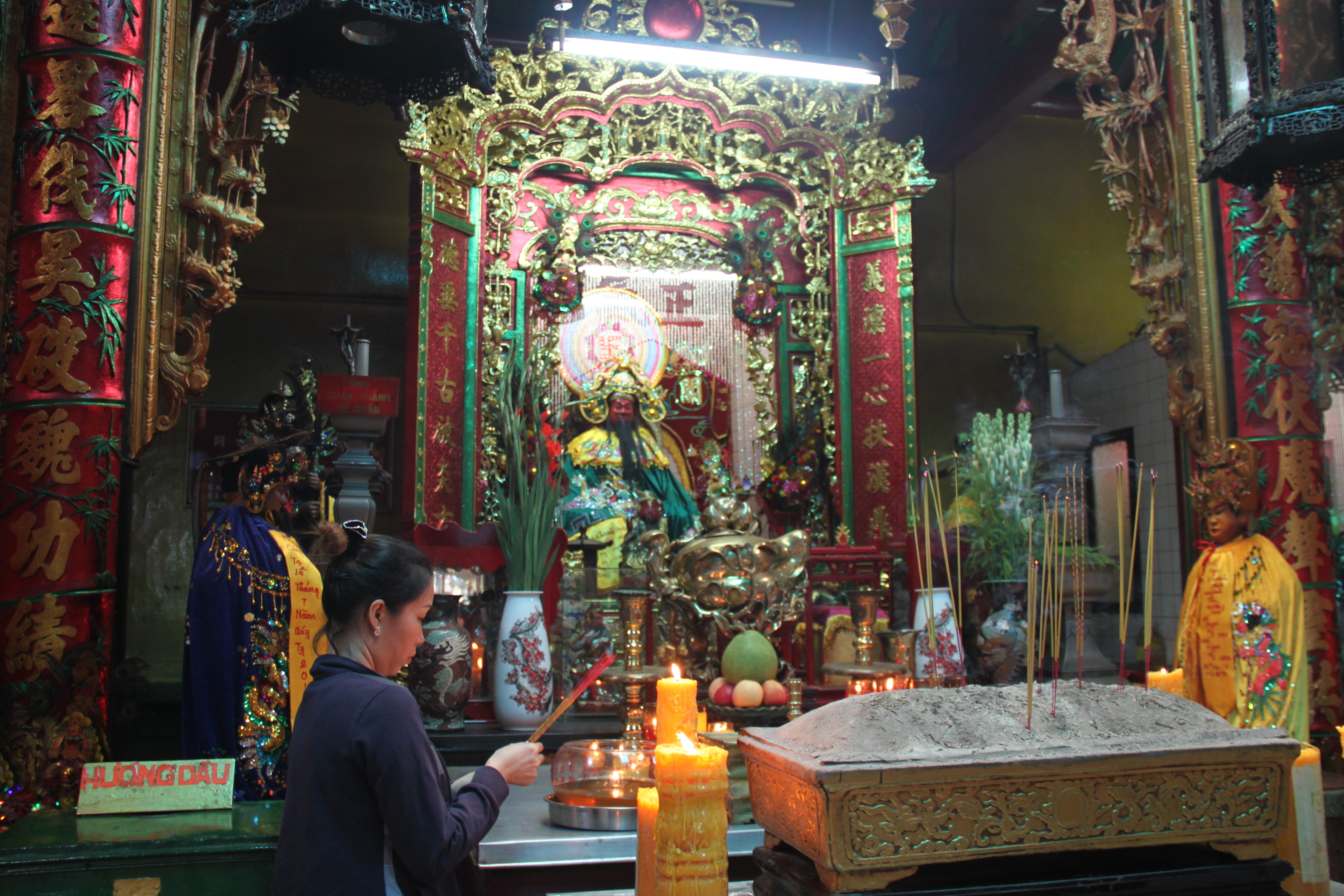
Gian thờ Quan Đế

Đối tượng thờ tự chính ở đây là Quan Thánh đế quân và phối tự hai bên: một bên là Năm Bà Ngũ Hành, một bên là Ông Bổn. Lịch lễ hàng năm có:
- Vía Quan Thánh (23 tháng giêng và 24 tháng 6 Âm lịch)
- Vía Ông Bổn (15 tháng 8 Âm lịch)
- Vía Ngũ Hành (18 tháng 8 Âm lịch)

Sau này hội quán có thêm nơi thờ tự Phật Di Lặc và Bồ Tát Quan Âm ở hai bên sân trước. Do sự tích hợp thêm đối tượng thờ tự mới này nên Hội quán Phước An trở thành cơ sở tín ngưỡng thờ thần lẫn Phật. Theo đó hàng năm lại có thêm các lễ vía Quan Âm vào các ngày 4 tháng 2, 19 tháng 6 và 14 tháng 9 Âm lịch.